# Zokkomon
Zokkomon es una película de superhéroes en hindi de 2011 lanzada por Disney World Cinema, escrita y dirigida por Satyajit Bhatkal. Protagonizada por Darsheel Safary en el papel principal, Zokkomon es la cuarta participación de Disney en una producción para el mercado indio (después de Roadside Romeo animada por computadora, la película de Tollywood Anaganaga O Dheerudu y la acción en vivo Do Dooni Chaar). La música ha sido compuesta por Shankar-Ehsaan-Loy.

## Sinopsis
Después del fallecimiento de sus padres en un accidente, Kunal, con sede en Dehradun, continúa estudiando en una prestigiosa escuela, pero se le pide que se vaya y viva con su tío paterno, Deshraj; su tía, Rajrani, y un primo hermano. A su llegada, recibe una respuesta tibia y lo matriculan en la escuela del pueblo, donde no solo él, sino todos los niños, son golpeados y maltratados por maestros, especialmente Shantaram. Cuando las autoridades descubren que Deshraj ha malversado Rs.80 Lakhs, decide cobrar las inversiones dejadas por los padres de Kunal, pero descubre que solo puede hacerlo después de la muerte de Kunal. Se lleva a Kunal a kilómetros de la feria, lo abandona, regresa a casa e informa a todos que Kunal está muerto, y posteriormente se hace cargo de las inversiones. Kunal se hace amigo de un pequeño ladrón, Kittu, que vive en una casa desocupada y se adapta a este nuevo estilo de vida. Pero le esperan más cambios después de que arresten a Kittu y decida regresar a casa con su tío. Una vez allí, lo confunden con un fantasma y se refugia con un científico, el Dr. Vivek Rai, quien, usando una fotografía especial, lo transforma en un superhéroe, Zokkomon. A través de su nueva identidad, Kunal logra un cambio positivo en la comunidad y pone fin al abuso infligido a los niños en edad escolar, pero no por mucho tiempo, ya que Deshraj se entera y se compromete a garantizar la desaparición de Kunal de una vez por todas.

## Reparto
- Darsheel Safary como Kunal/Zokkomon
- Manjari Phadnis como Kittu
- Anupam Kher como Deshraj (tío de Kunal) / Dr. Vivek Roy (doble función)
- Atisha Naik
- Sheeba Chaddha
- SM Zaheer

## Estreno
La película estaba originalmente programada para estrenarse el 7 de mayo de 2010, pero debido a conflictos de programación con Bumm Bumm Bole, otra película protagonizada por Safary, la fecha de estreno se trasladó al 22 de abril de 2011.

### Medios domésticos
La película fue lanzada por Buena Vista Home Entertainment en DVD, descarga digital y bajo demanda el 26 de julio de 2011.